# Wirtz Corporation
Wirtz Corporation är ett amerikanskt konglomerat tillika förvaltningsbolag som äger och driver företag inom branscherna för bank, distribution av alkoholdrycker, fastigheter, försäkringar, sport och underhållning. De har ägt ishockeyorganisationen Chicago Blackhawks i National Hockey League (NHL) sedan 1952 på ett och annat vis.
Företaget grundades 1926 av Arthur Wirtz som ett fastighetsbolag, som skulle äga och förvalta fler än 80 egendomar som han då ägde.
Huvudkontoret ligger i Chicago i Illinois.

## Ledare
De som har lett familjeföretaget:
- Arthur Wirtz, 1926–1983
- Bill Wirtz, 1983–2007
- Peter Wirtz, 2007
- Rocky Wirtz, 2007–2023
- Danny Wirtz, 2023–[5]